# Paseo marítimo de Melilla
El Paseo Marítimo, oficialmente denominado paseo marítimo Alcalde Francisco Mir Berlanga es una avenida costera que recorre gran parte del litoral costero de la ciudad española de Melilla. Este espacio urbano constituye una de las zonas más representativas y frecuentadas de la ciudad, tanto por residentes como por visitantes, al combinar valor paisajístico, escultórico y recreativo.

## Historia
Su origen remonta a los años 60 del siglo XX, cuando se iniciaron las primeras obras para urbanizar la costa sur y facilitar el acceso al mar. A lo largo del tiempo, ha sido objeto de diversas reformas y ampliaciones, adaptándose a las necesidades de la población y mejorando su accesibilidad y estética. A finales del siglo XX se continuó hacia el centro, tras erigirse un puente sobre el río de Oro, con un tramo denominado alcalde Rafael Ginel. En 2022, se completó una importante remodelación en el margen derecho del paseo, entre el barrio del Industrial y las nuevas instalaciones de Correos. Esta obra, con una inversión cercana a los 500.000 euros, incluyó la renovación del pavimento, mejoras en las redes de saneamiento y electricidad, y la supresión de barreras arquitectónicas para personas con movilidad reducida.

## Características
El paseo destaca por su amplitud, vegetación ornamental (principalmente palmeras) y zonas peatonales. Es un lugar habitual para paseos, práctica deportiva y actividades al aire libre. Este paseo es ideal para caminar y disfrutar del paisaje marino y del arte público, ofreciendo un espacio de relajación para los residentes y visitantes. La reciente renovación ha reforzado su carácter accesible, priorizando la movilidad peatonal y la integración urbana.

## Elementos artísticos
A lo largo del Paseo Marítimo se ubican varias esculturas y obras de arte urbano que forman parte del patrimonio cultural melillense:

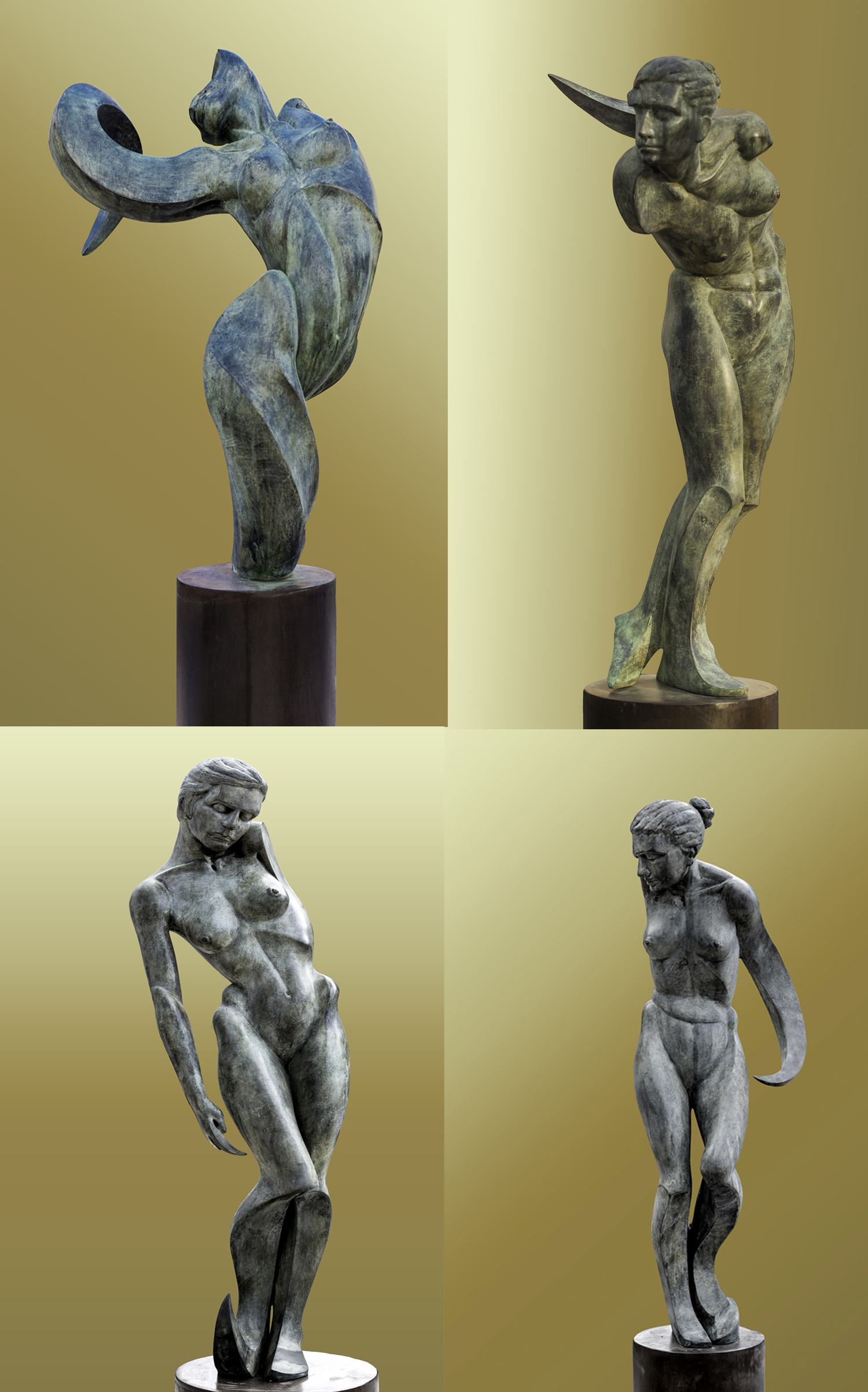
Las Venus de Arruf

- Las Venus de ArrufLas Venus de Arruf: conjunto escultórico de diez piezas de bronce creado por el artista Mustafa Arruf e instalado en 2002. Representan figuras femeninas de inspiración clásica. Fueron restauradas y recolocadas en 2018 tras haber sido retiradas temporalmente en 2017.[5]
- Encuentros: escultura monumental situada en la plaza del Consejo de Europa. Fue inaugurada en 1997 con motivo del V Centenario de la fundación española de Melilla. Consta de dos figuras realizadas en acero corten y bronce, de 10 y 12 metros de altura de Mustafa Arruf.[6][7]

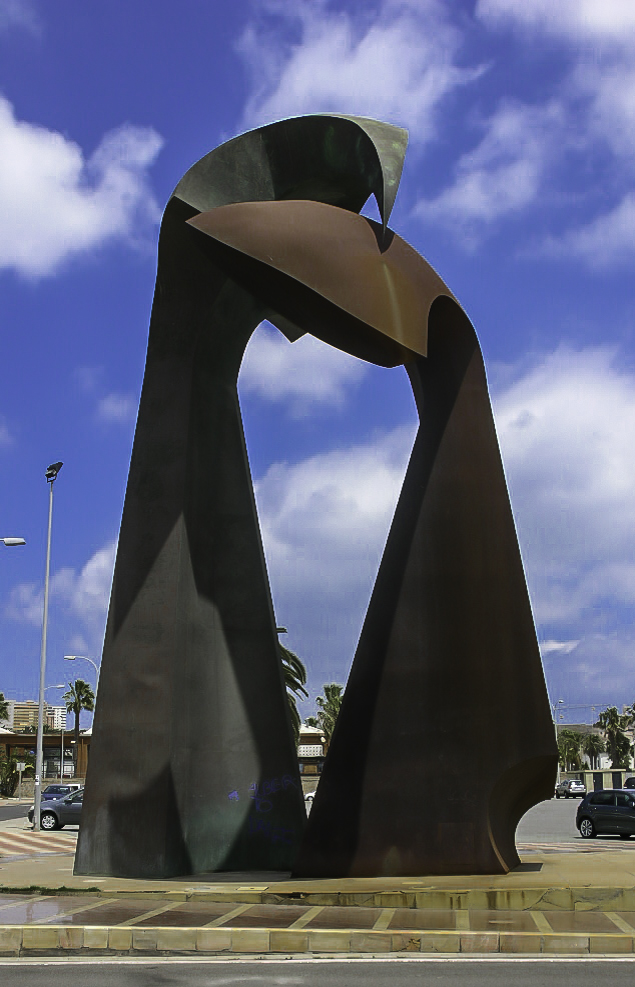
Encuentros

- Mural de Fernando Meliveo Reynaldo: obra de azulejos policromados instalada en el paseo marítimo Alcalde Rafael Ginel, recientemente restaurada por la Autoridad Portuaria de Melilla en 2024.[8]
- Torres V Centenario es el edificio más alto de la ciudad, que alberga diversas instituciones, incluyendo juzgados.

## Entorno y puntos de interés
El Paseo Marítimo conecta con diversas infraestructuras clave y zonas de interés de la ciudad:
- Real Club Marítimo de Melilla
- Puerto Deportivo Noray

- Playa de San Lorenzo, una de las más céntricas y frecuentadas de Melilla.
- Playa de los Cárabos
- Playa del Hipódromo
- Playa de la Hípica
- Paseo del Dique Sur

## Otros paseos marítimos de Melilla
Los paseos marítimos forman parte esencial de su diseño urbano. Están conectados entre sí y permiten recorrer de forma continua gran parte de la costa de la ciudad, tanto a pie como en bicicleta. A lo largo del trayecto se pueden encontrar zonas de descanso, espacios verdes y vistas al mar, lo que los convierte en un recurso para el tránsito diario y para el uso recreativo de residentes y visitantes.

### Paseo Marítimo Horcas Coloradas
Este paseo se localiza en la zona norte de Melilla, a lo largo de la costa, y se extiende por aproximadamente 2 kilómetros. Es una de las áreas más frecuentadas, especialmente por su proximidad a la playa de Horcas Coloradas, que es una de las más populares de la ciudad. La playa tiene una longitud de 400 metros y una anchura media de 40 metros, siendo galardonada con la bandera azul en 2015.
Recientemente, el paseo ha sido adaptado para su uso peatonal, promoviendo actividades al aire libre y facilitando el distanciamiento social. Esta transformación también contribuye a mejorar la accesibilidad y el disfrute del entorno marítimo.